# Affonso Pereira Pinheiro
Affonso Pereira Pinheiro (Rio de Janeiro, 1848 – 2 de julho de 1921) foi um médico brasileiro.
Foi eleito membro da Academia Nacional de Medicina em 1879, com o número acadêmico 124.